# SBZ-Philatelie
SBZ-Philatelie bezeichnet die Philatelie in Bezug auf Marken und Belege der Sowjetischen Besatzungszone (SBZ) nach dem Zweiten Weltkrieg.

## Geschichte
Weite Teile der sowjetischen Besatzungszone waren bis Anfang/Mitte Juli 1945 von den Briten (der westlich der Elbe gelegene Nordteil der RPD Magdeburg und der westliche Teil Mecklenburgs ab der Linie Schwerin, Ludwigslust, Dömitz) und Amerikanern (das gesamte übrige Gebiet westlich der Elbe, Zwickauer Mulde und bis Mitte Juni auch noch ein Gebiet bis vor Chemnitz) besetzt.
Bis Juli 1945 gehörten auch die Gebiete östlich der Oder und Neiße zur SBZ, bis Polen die Verwaltung übernahm. Die westlich der Oder gelegenen Teile des heutigen Polen (Gebiet um Stettin einschl. Swinemünde auf der Insel Usedom und Insel Wollin) gehörte bis Herbst 1945 zur SBZ.

## Philatelie
Die so genannten OPD-Ausgaben waren bis 31. Oktober 1946 gültig und wurden durch die Kontrollratsausgaben 1 und 2 ersetzt bzw. nach der Währungsreform ab 3. Juli 1948 durch die zentralen allgemeinen Ausgaben der SBZ ersetzt, die dann nahtlos ab 9. Oktober 1949 in die Ausgaben der DDR übergingen.
Die Ausgaben (insbesondere die frühen) sind wie immer nach dem Krieg durch einen schier unübersehbaren Wust von Unregelmäßigkeiten und Abarten durch Materialknappheit und Verteilungsschwierigkeiten gekennzeichnet. Für Briefesammler sei angemerkt, dass Mischfrankaturen zwischen den OPD-Ausgaben und der 1. Kontrollratsausgabe von Februar 1946 relativ selten sind.

## Berlin-Brandenburg mit OPD Potsdam
Fälschlicherweise häufig der SBZ zugeordnet, in Wirklichkeit eigener Zuständigkeitsbereich, da zunächst ab 2. August 1945 die Bärenmarken aufgrund eines Beschlusses der Alliierten Kommandantur (gemeinschaftliches Organ der vier Besatzungsmächte) vom 11. Juli 1945 innerhalb des sowjetischen Sektors von Groß-Berlin und am 6. August 1945 für alle Sektoren von Groß-Berlin und in die SBZ für Postkarten und offene Briefe bis 20 g gültig waren. Ab 15. Oktober 1945 (SBZ) und ab 24. Oktober 1945 (Westzonen) waren auch die übrigen Postsendungen erlaubt.

## Mecklenburg-Vorpommern (OPD Schwerin)
Die erste Freimarkenausgabe (Michelkatalog-Nr. 8–19) ist geprägt von einer Vielzahl verschiedener Farben und Papiersorten und von einer noch größeren Zahl an Plattenfehlern, so dass die Marken ohne Plattenfehler höher zu bewerten wären. Diese Ausgaben werden ergänzt durch drei Werte „Opfer des Faschismus“, zur Bodenreform und zur Kinderhilfe, bevor Anfang 46 die so genannte „Abschiedsausgabe“ herauskam, die sich für den Briefesammler dadurch auszeichnet, dass die Werte mit y-Papier erst am 25. Februar herauskamen, aber ab 1. März 1946 bereits die neuen Portostufen galten, d. h. es gibt Frankaturen, die nur wenige Tage möglich waren und deshalb besonders selten sind (z. B. 32y 5 Pfg Ortspostkarte).

## OPD Dresden
In Verwendung vom 12. Mai bis 8. August 1945

## Ost-Sachsen (OPD Dresden)

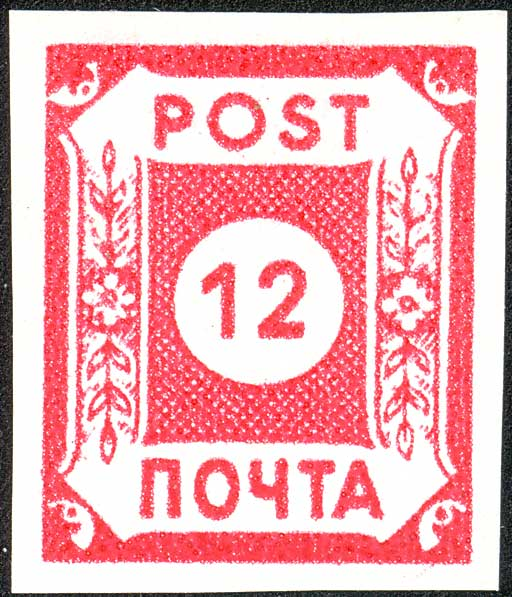

Bekannteste Marke ist sicherlich die am 23. Juni 1945 erschienene „POSCHTA“ in 12 Pfg rot, die am Ausgabetag wieder von der russischen Administration nach ursprünglicher Genehmigung wieder zurückgezogen wurde. Um die Spekulationen über die Auflagenhöhe und die verbliebenen Reste vorwegzunehmen: die ursprüngliche Auflage betrug 1.030.000 Stück, 14.500 Stück wurden vor dem Entzug der Genehmigung innerhalb weniger Stunden am Schalter des Postamts 16 in Dresden-Strehlen verkauft. Die restlichen Marken wurden sofort eingezogen und verbrannt, der Druckzylinder am gleichen Tag abgeschliffen. Schätzungsweise sind ca. 500 Briefe in dieser Zeit abgestempelt worden, in der Zeit war der Stempel mit Buchstabe „e“ und der Uhrzeit „12“ in Gebrauch, weitere Abstempelungen wurden „aus Versehen“ später vorgenommen, weil die 12 Pfg rot der späteren OPD-Ausgabe ähnlich (ohne kyrillische Buchstaben) aussah. Ein Bogen (der wohl einzige) wurde beim Auktionshaus Köhler für DM 40.000 (plus Zuschläge) versteigert. 
Erwähnenswert sind die vielen Postmeistertrennungen der nachfolgenden (ungezähnten) Ziffernserie, die bedarfsverwendet häufig nur aus „der Feder“ des Großhändlers Kempe stammen. 
Die letzten beiden am 5. Februar 1946 verausgabten Werte dienten – wie aktuell – dem Wiederaufbau der Stadt Dresden (Motive „Zwinger“ und „Neues Rathaus“).

## Provinz Sachsen (PD Halle/Saale einschl. RPD Magdeburg)

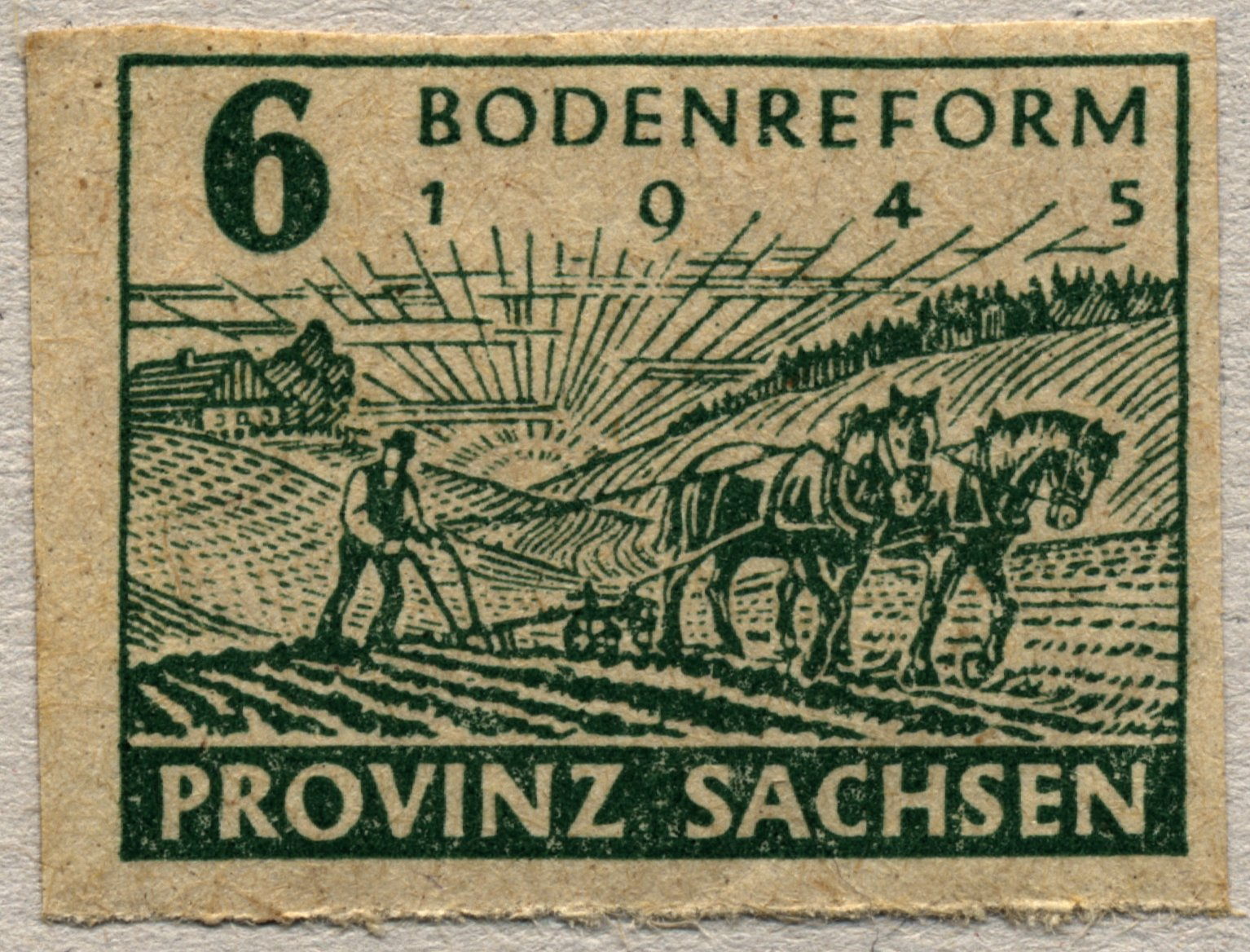

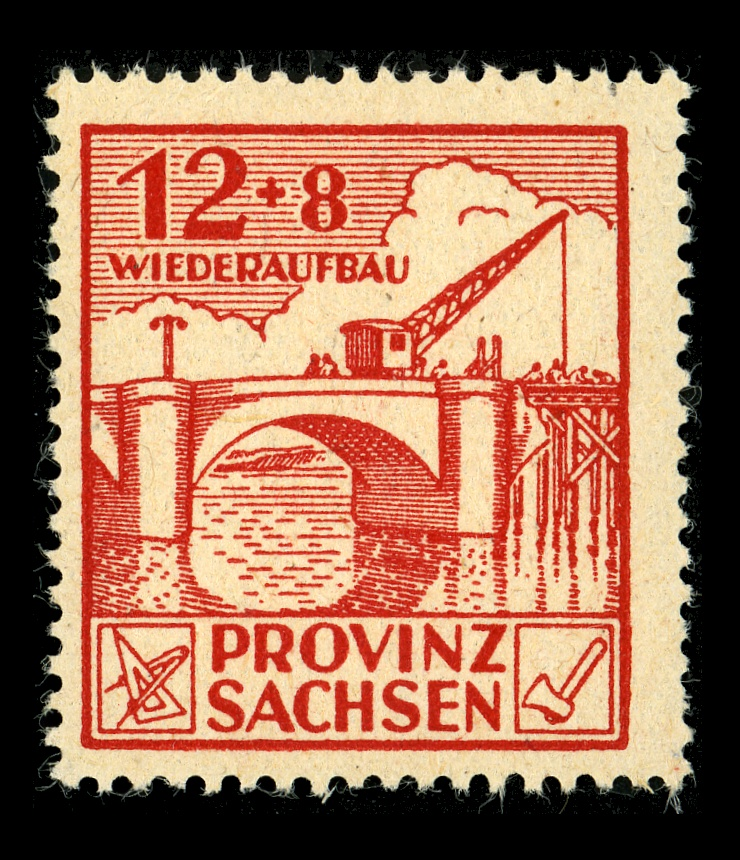

Ab 10. Oktober 1945 verschiedene Ausgaben mit dem Provinzwappen. Danach Bodenreform ungezähnt bzw. gezähnt als Postmeistertrennungen. Diese Ausgaben wurden Anfang 1946 auf dünnem so genanntem Zigarettenpapier, das für griechische Steuermarken bestimmt war, gedruckt.
Die gezähnten und ungezähnten drei Ausgaben für den Wiederaufbau (Wohnungs-, Brücken- und Maschinenbau) enthält bei dem 12 Pf-Wert den seltenen Plattenfehler „Loch im Brückenbogen“, der sehr bald retuschiert wurde, so dass nur wenige Exemplare bekannt sind.

## Thüringen (OPD Erfurt)
Erste Freimarkenserie am 1. Oktober 1945 mit 8 Werten von 3 bis 30 Pf, aber in Voll- und Spargummi Versionen mit einer Vielzahl von Farb- und Papiervarianten sowie teilgezähnten und ungezähnten Varianten.
Herausragend sind die vier Blöcke (zwei Weihnachtsblöcke, der Theaterblock und „Wir bauen Brücken“), von denen es auch verschiedene Ausgaben von unterschiedlicher Seltenheit gibt.

## West-Sachsen (OPD Leipzig)
Ohne Genehmigung zur Ausgabe gelangte am 3. August 1945 die so genannte „Holzhausen-Ausgabe“. Die ersten offiziellen Freimarken („Ziffern-Ausgabe“) erschienen am 28. September 1945. Fast alle Ausgaben mit Stufen-Wasserzeichen (fallend und steigend) in unterschiedlicher Seltenheit. Von der Zuschlagsserie „Volkssolidarität“ wurden vier Werte am Ausgabetag (7. Januar 1946) zurückgezogen und erst mit den übrigen Werten am 28. Januar herausgegeben, so dass Briefe aus der Zeit zwischen 7. und 28. Januar von Sammlern gesucht sind.
Vorläufer der Leipziger-Messe-Ausgaben war die „Musterschau Leipziger Erzeugnisse“ (18. Oktober 1945). Die erste Ausgabe zur Leipziger Messe im Frühjahr 1946 mit 4 Zuschlagsausgaben gezähnt und ungezähnt mit verschiedenen Wasserzeichen und zwei offiziellen und einem durchnummerierten Sonderdruck-Block.

## Währungsreform (Bezirks-Handstempelausgaben)
Die Währungsreform in den Westzonen vom 21. Juni 1948 wurde in der SBZ erst am 24. Juni vollzogen. Ab diesem Datum durften keine Marken in Reichsmark-Währung mehr verkauft werden, obwohl der Aufbrauch in Form von 10-fach-Frankaturen bis 31. Juli 1948 zugelassen war.
Da keine Marken in neuer Währung verfügbar waren, wurde angeordnet, dass die Pfennigwerte der 2. Kontrollratsausgabe mit dem Aufdruck des jeweils verfügbaren Handstempels versehen und gegen neue Währung verkauft werden mussten. Trotzdem wurden auch Werte der 1. Kontrollratsausgabe, Markwerte und Sondermarken teilweise mit Aufdrucken versehen.
Die einzelnen OPD (insgesamt zehn) werden ebenso unterschieden wie eine Vielzahl von Orten, die teils mit unterschiedlichen Farben und Aufdruckformen arbeiteten.
Da die Handstempel bis 10. Juli 1948 gültig waren, gibt es Mischfrankaturen mit Zehnfachfrankaturen und den Maschinenaufdruckmarken.

## Sowjetische Zone (Allgemeine Ausgaben)
Am 3. Juli 1948 erschienen die ersten „offiziellen“ Ausgaben in neuer Währung, ein Maschinenaufdruck „Sowjetische BesatzungsZone“ auf der 2. Kontrollratsausgabe.
Weitere Aufdruckmarken waren die Bärenmarken sowie fünf Werte aus der 1. Kontrollratsausgabe. Hervorhebenswert bei diesen Ausgaben ist noch der Goethe-Block, die 1. Ausgabe von „berühmte Deutsche“ und diverse Ausgaben zur Leipziger Messe.